# Un mauvais garnement
Pour plus de détails, voir Fiche technique et Distribution.
Un mauvais garnement est un film muet français réalisé par Maurice Le Forestier, sorti en 1911.

## Fiche technique
- Titre : Un mauvais garnement
- Réalisation : Maurice Le Forestier
- Scénario : Daniel Riche
- Photographie :
- Montage :
- Producteur :
- Société de production : Société cinématographique des auteurs et gens de lettres (S.C.A.G.L)
- Société de distribution :  Pathé Frères
- Pays d'origine :  France
- Langue : film muet avec les intertitres en français
- Métrage : 260 mètres
- Format : Couleurs et Noir et blanc — 35 mm — 1,33:1 — Muet
- Genre : Comédie dramatique
- Durée : 8 minutes 40
- Dates de sortie :
  -  France : décembre 1911

## Distribution
- Félix Gandéra
- Paul Capellani
- Fernand Tauffenberger
- Jeanne Bérangère
- Darmody
- Luce Colas